# .sb
.sb là tên miền quốc gia cấp cao nhất (ccTLD) của Đảo Solomon. Dịch vụ đăng ký được điều hành bởi Trung tâm Thông tin mạng Đảo Solomon sau đó đã chỉ định TPP Internet làm nhà đăng ký quốc tế.

## Các tên miền cấp 2
Đăng ký toàn cầu không giới hạn:
- com.sb
- net.sb

Đăng ký có giới hạn:
- edu.sb
- org.sb
- gov.sb